# Seriphidium palmeri
Seriphidium palmeri là một loài thực vật có hoa trong họ Cúc. Loài này được (A.Gray) K.Bremer & Humphries miêu tả khoa học đầu tiên năm 1993.